# Itapemirim Transportes Aéreos
Itapemirim Transportes Aéreos (también conocida como ITA o Itapemirim) fue una aerolínea brasileña fundada en 2020 y perteneciente al Grupo Itapemirim. 
El 17 de diciembre de 2021, la aerolínea suspendió todas sus operaciones por reestructuración interna. En marzo de 2022, se anunció que la firma Baufaker Consulting compró la empresa, en la que el propietario Galeb Baufaker Junior defendió la rescisión del contrato. El certificado de operador aéreo de ITA fue revocado permanentemente el 5 de mayo de 2022.

## Historia
Esta es la segunda vez que el Grupo Itapemirim actúa en el sector de la aviación. La primera vez fue con Itapemirim Transportes Aéreos, que operó entre 1991 y 2000. Tenía una división de carga, Itapemirim Cargo, que poseía seis Boeing 727 (PP-ITA, PP-ITP, PP-ITM, PP-ITL, PP-ITV y PP-ITR) . Volaba de Campinas a Manaos y también operaba la ruta Campinas-Río de Janeiro-Recife-Fortaleza. La otra división era Itapemirim Regional, que operaba vuelos entre São Paulo y Río de Janeiro con dos Cessna 208 Grand Caravan (PP-ITY y PP-ITZ), entre 1997 y 1998. Operó hasta el año 2000, cuando, sin ninguna aeronave, su certificado de operador aéreo fue revocado por el extinto Departamento de Aviación Civil.

### Intentos de compra

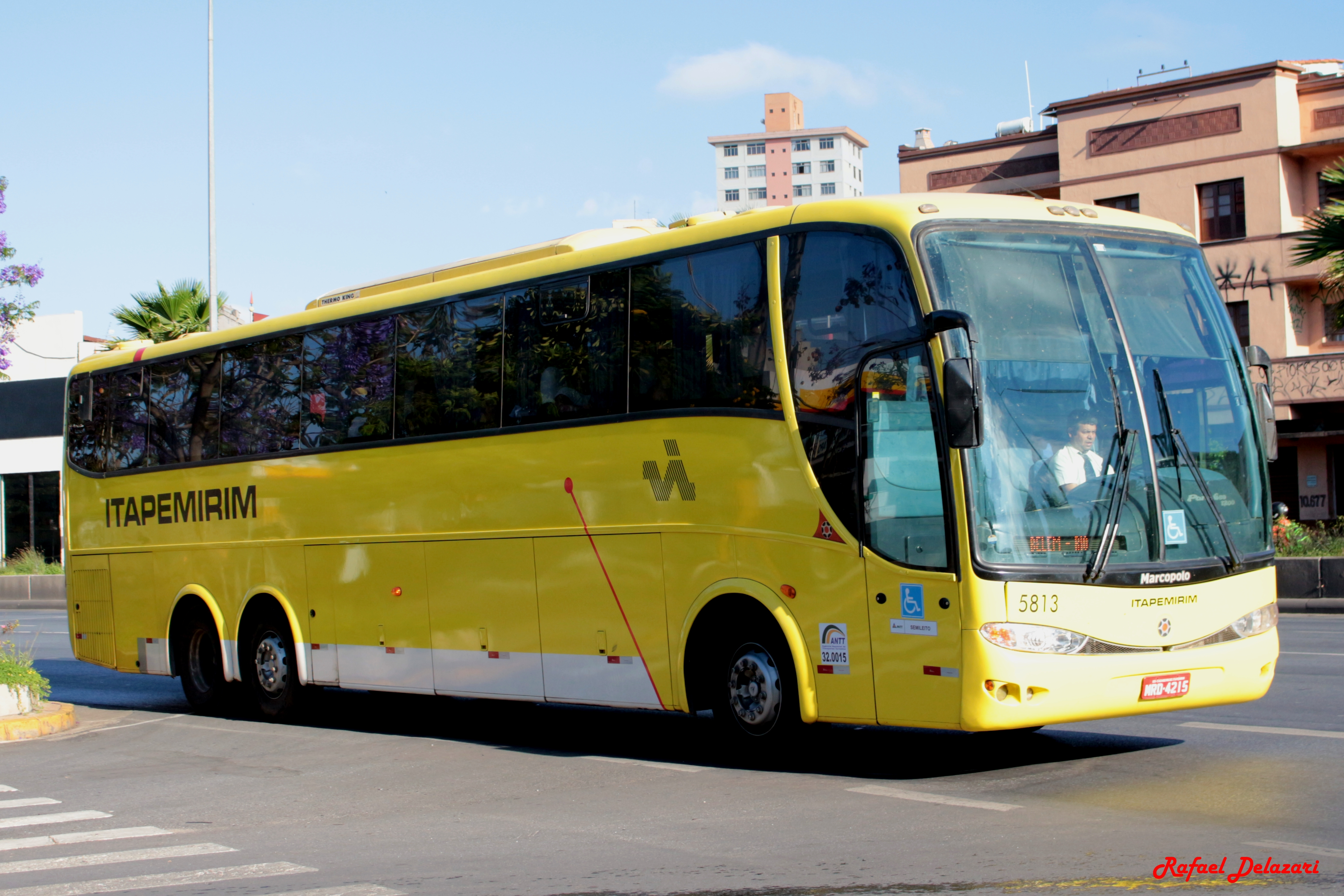
Bus de la compañía en Belo Horizonte (2017)

El 3 de julio de 2017, el Grupo Itapemirim anunció la compra de Passaredo Linhas Aéreas. Durante dos meses, la gestión de la aerolínea estuvo compartida entre los antiguos propietarios y el Grupo Itapemirim. También hubo una compartición de las rutas de la aerolínea con las líneas de autobuses de gItapemirim. Contando las líneas de autobuses y las 20 ciudades donde operaba Passaredo, la integración entre la red aérea y la red vial llegó a 2.500 ciudades brasileñas. La compra fue posteriormente deshecha por Passaredo. Según ellos, la razón fue que el Grupo Itapemirim no cumplió con el acuerdo establecido.
El 14 de septiembre de 2020, el Grupo Itapemirim compró América do Sul Táxi Aéreo, empresa hermana de ASTA Linhas Aéreas. ASTA confirmó que Itapemirim compró la empresa hermana, sin sus Cessnas, que quedaron en manos de ASTA. Posteriormente, el Grupo Itapemirim confirmó la compra y el cambio de nombre de la empresa a ITA Transportes Aéreos. La compra de esta empresa sirvió para facilitar y agilizar los procesos de certificación de ITA, utilizando el certificado de una empresa de taxis aéreos existente.

### Proceso AOC y primer vuelo
Durante el mes de abril de 2021, el primer A320 de ITA realizó una serie de vuelos de prueba con el fin de obtener la certificación de la aerolínea, saliendo del aeropuerto de Guarulhos y dirigiéndose a Belo Horizonte, Salvador (Bahía), Porto Alegre y Río de Janeiro (Galeão). El 28 de abril de 2021, la empresa fue aprobada en la última fase de las evaluaciones de la Agencia Nacional de Aviación Civil de Brasil (ANAC) y el 30 de abril de 2021 se emitió el Certificado de Operador Aéreo (AOC). El 20 de mayo de 2021, la agencia emitió la concesión para operar servicios de transporte aéreo público regular y no regular en Brasil.
La venta de boletos comenzó el 21 de mayo de 2021. El vuelo inaugural de la compañía fue el 29 de junio de 2021 (IPM-0001, de São Paulo-Guarulhos a Brasilia) solo para invitados. Los vuelos comerciales comenzaron el 30 de junio de 2021.
El 31 de mayo de 2021, el Grupo Itapemirim anunció que el exdirector general de ITA, Tiago Senna, quien había estado a cargo desde la creación de la empresa, fue ascendido al puesto de vicepresidente de nuevos negocios en el Grupo Itapemirim, con la misión de fortalecer los nuevos emprendimientos multimodales del grupo. Fue reemplazado por Adalberto Bogsan, exdirector general de ASTA Linhas Aéreas.

### Suspensión e intento de cambio de marca
El 17 de diciembre de 2021, ITA Transportes Aéreos cesó sus operaciones por reestructuración interna. Horas después del anuncio, la Agencia de Aviación de Brasil suspendió su certificado de operador aéreo.
En febrero de 2022, la compañía estaba en conversaciones avanzadas con dos fondos de capital privado estadounidenses, según el acuerdo, los fondos asumirían las deudas de la aerolínea pero quieren compensar a su actual presidente, Sidnei Piva de Jesus, de la gestión de la compañía, convirtiéndola en una aerolínea independiente, según los informes.
El periódico O Globo tuvo acceso a material exclusivo que demuestra que la empresa tenía la aprobación de la ANAC a pesar de un capital social de R$380.000 (US$70.501), insuficiente para las operaciones de aviación, según los especialistas. A modo de comparación, Azul Linhas Aéreas comenzó con un capital social de R$80 millones (2008) (US$43,63 millones), actualmente la empresa tiene un capital social de R$4.600 millones (US$853,43 millones).
En marzo de 2022, la empresa anunció que la firma brasileña Baufaker Consulting adquirió la deuda de la empresa de aproximadamente R$ 180 millones (US$ 33,4 millones) y devolvería R$ 30 millones (US$ 5,57 millones) tomados indebidamente de Itapemirim.[4]
Según información pública, la empresa Baufaker Consulting Finances e Representações Comerciais tiene su sede en Taguatinga, Distrito Federal, tiene un capital social de R$ 100.000 (US$ 18.553) y no tiene experiencia en aviación civil, la empresa declara a la Receita Federal de Brasil que opera en áreas como impresión de materiales de seguridad, administración de tarjetas de crédito, comercio minorista, bienes raíces, entre otros.
En mayo de 2022, Galeb Baufaker Junior, quien había mostrado interés en comprar la empresa, desistió del trato. La documentación de la Recuperación Judicial apunta a incertidumbres jurídicas en relación con Viação Itapemirim y Sidnei Piva, que obtuvieron una orden de congelamiento por parte del Tribunal de Justicia de São Paulo, el 18 de abril.[21] Galeb dejó una ventana abierta para renegociar el activo después de una próxima reunión de acreedores.
El 5 de mayo de 2022, a ITA se le revocó permanentemente el certificado de operador aéreo, y el 21 de septiembre de 2022 se declaró en quiebra.

## Destinos
En diciembre de 2021, antes de la suspensión de sus servicios, ITA operaba servicios programados a los siguientes destinos:
| País   | Destinos          | Aeropuertos                                                               |
| ------ | ----------------- | ------------------------------------------------------------------------- |
| Brasil | Belo Horizonte    | Aeropuerto Internacional Tancredo Neves                                   |
| Brasil | Brasilia          | Aeropuerto Internacional Presidente Juscelino Kubitschek (hub secundario) |
| Brasil | Curitiba          | Aeropuerto Internacional Afonso Pena                                      |
| Brasil | Florianópolis     | Aeropuerto Internacional Hercílio Luz                                     |
| Brasil | Fortaleza         | Aeropuerto Internacional Pinto Martins                                    |
| Brasil | Foz do Iguaçu     | Aeropuerto Internacional de Foz do Iguaçu                                 |
| Brasil | Maceió            | Aeropuerto Internacional Zumbi dos Palmares                               |
| Brasil | Natal             | Aeropuerto Internacional de Grande Natal                                  |
| Brasil | Porto Alegre      | Aeropuerto Internacional Salgado Filho                                    |
| Brasil | Porto Seguro      | Aeropuerto de Porto Seguro                                                |
| Brasil | Recife            | Aeropuerto Internacional de Recife                                        |
| Brasil | Río de Janeiro    | Aeropuerto Internacional de Galeão (hub secundario)                       |
| Brasil | Salvador de Bahía | Aeropuerto Internacional de Salvador                                      |
| Brasil | São Paulo         | Aeropuerto de Congonhas                                                   |
| Brasil | São Paulo         | Aeropuerto Internacional de São Paulo-Guarulhos (hub principal)           |

## Flota histórica
La flota de ITA contaba con las siguientes aeronaves:
| Aeronaves       | Total | Introducido | Retirado | Matrículas                                      |
| --------------- | ----- | ----------- | -------- | ----------------------------------------------- |
| Airbus A319-112 | 1     | 2021        | 2021     | PS-SIL                                          |
| Airbus A320-232 | 6     | 2021        | 2021     | PS-AAF, PS-ITA, PS-MGF, PS-SFC, PS-SPJ y PS-TCS |

## Incidentes y accidentes
- En 26 de julio de 2021, un camión de LGS Sky Chefs, el servicio de cáterin de la compañía Lufthansa, chocó contra un Airbus A320 (PS-AAF), que operaba el vuelo ITA Transportes Aéreos 8I 5632.